# Anni 970
Gli anni 970 sono il decennio che comprende gli anni dal 970 al 979 inclusi.

## Eventi

### Africa
- In Ifriquya c'è la dinastia degli Ziridi

### Asia
- Dinastia dei Ghaznavidi in Afghanistan

### Medio Oriente
- Inizio del periodo fatimida in Egitto (fine nel 1711). La capitale dei Fatimidi è spostata al Cairo. La città raggiunge i 500 000 abitanti tra il X e l'XI secolo.
- I Fatimidi annettono la Siria, occupano Damasco ma si scontrano alla riconquista bizantina di Giovanni I Zimisce e alle divisioni arabe.

### Europa
- Guerra russo-bizantina: l'esercito russo di Sviatoslav dopo avere combattuto i bulgari per conto dei Bizantini, devasta i dintorni di Costantinopoli nel 970. Poi assediano Edirne ma sono sconfitti da Barda Sclero durante la battaglia di Arcadiopoli. L'esercito è in seguito scacciato dai Balcani da un'operazione terrestre e fluviale di Giovanni I Zimisce, che annette la Bulgaria orientale (971)
- In seguito alle ambasciate di Liutprando di Cremona e alle negoziazioni di Pandulfo Testadiferro a Costantinopoli, il basileus Giovanni I Zimisce e l'imperatore Ottone I concludono la pace nel sud Italia. L'imperatore bizantino riconosce la dignità di Ottone, e il futuro Ottone II sposerà una principessa bizantina.
- Battaglia di Tourtour dei provenzali contro la fortezza di Frassineto, un rifugio sarracino.
- La Boemia è cristianizzata.

## Scoperte, arte, economia
- Il califfo fatimida fa costruire un osservatorio al Cairo dove lavora Ibn Yunus[1]